# Ante Miše
Ante Miše (Vukovar, 14. lipnja 1967.) bivši je hrvatski nogometaš i sadašnji trener. Trenutačno je trener kuvajtskog kluba Al-Salmiya SC.

## Igračka karijera

### Klupska karijera
Igrao je u prvoligaškim natjecanjima od polovice 1980-ih do konca 1990-ih. Među ostalim klubovima, igrao je u NK Borovu (gdje je i počeo igračku karijeru) i Hajduku iz Splita. Igrao je na položaju veznog igrača. Igrao je i za nizozemskog prvoligaša Vitesse iz Arnhema.
Statistika u Hajduku
| Natjecanje        | Nastupi | Zgoditci |
| ----------------- | ------- | -------- |
| Prvenstvo         | 226     | 18       |
| Kup               | 44      | 5        |
| Superkup          | 1       | 0        |
| Međunarodne       | 26      | 0        |
| Splitski podsavez | 0       | 0        |
| Ukupno            | 297     | 23       |
| Prijateljske      | 102     | 20       |
| Sveukupno         | 399     | 43       |

### Reprezentativna karijera
Za hrvatsku nogometnu reprezentaciju nastupio je 7 puta u razdoblju između 1992. i 1994. godine, sve u prijateljskim utakmicama.

## Trenerska karijera
Prije preuzimanja klupe splitskog Hajduka trenersko iskustvo stjecao je u nižerazrednim klubovima Dugopolju, Mosoru i Trogiru. Pomoćni trener Gorana Vučevića postao je tijekom ljeta 2008. godine, a njegovim odlaskom u jesen iste godine prvi puta postaje i glavni trener splitske momčadi. Neopozivu ostavku podnio je 2. kolovoza 2009. godine nakon poraza od Zadra na Poljudu (0:1).
Od svibnja 2010. godine trener je nogometnog kluba Istre 1961 iz Pule. Tamo se zadržao samo 2 kola jer je ubilježio dva teška poraza s razlikom pogodaka 1:8 te je u srpnju napustio klub.
Nakon otkaza Goranu Vučeviću, 18. travnja 2011. godine po drugi puta postaje trenerom splitskog Hajduka. Prije početka sezone 2011./12. preuzima drugoligaša NK Dugopolje. Od studenoga 2013. pa do 2014. godine bio je trener bosanskohercegovačkog premijerligaša Viteza. Nakon samo par mjeseci ponovno je, u rujnu 2014. godine, preuzeo NK Vitez koji je vodio do travnja 2015. godine.
U rujnu 2015. godine imenovan je pomoćnim trenerom izbornika hrvatske nogometne reprezentacije Ante Čačića do listopada 2017. godine.
Od lipnja do kolovoza 2018. godine bio je trenerom mostarskog Zrinjskog.
Suradnjom Hrvatskog i Turkmenistanskog nogometnog saveza došlo je do uspostave suradnje Ante Miše i Turkmenistanskoga nogometnog saveza. Dana 21. ožujka 2019. godine objavljen je dogovor kako će Ante Miše preuzeti turkmenistanski A sastav, a Robert Grdović turkmenistansku reprezentaciju u futsalu. Službeno je predstavljen kao novi izbornik 27. ožujka 2019. godine i suradnja je dogovorena na jednu godinu. U radu mu je pomagao trener vratara Sandro Tomić.
Nakon toga 2020. godine preuzeo je treniranje kuvajtskoga kluba Al-Arabi s kojim je 2021. godine osvojio kuvajtsko prvenstvo bez poraza.
U srpnju 2022. godine preuzeo je saudijskoarabijski klub Al Faisaly. Krajem siječnje 2023. godine Miše i Al Faisaly sporazumno su raskinuli ugovor.

## Priznanja

### Igrač

#### Individualna
- Hajdučko srce (1): 1993./94.

#### Klupska
Hajduk Split
- Kup maršala Tita (1): 1990./91.
- Prva HNL (3): 1992., 1993./94., 2000./01.
- Hrvatski nogometni kup (3): 1993., 2000., 2003.

### Trener
Al-Arabi
- Kuvajtsko prvenstvo (1): 2021.
- Kuvajtski Superkup (1): 2021.
- Kuvajtski Kup prijestolonasljednika (1): 2021./22.

## Osobni život
Rodio se je u Vukovaru. Rodna kuća nalazila mu se na mjestu koje je u velikosrpskoj agresiji na Hrvatsku bila na prvoj crti obrane grada, na Trpinjskoj cesti. Mišinu kuću granatirao je i do temelja srušio prvi susjed. U istoj ulici stanovao je kasniji srbijanski reprezentativac Siniša Mihajlović s kojim je Miše zajedno odrastao, zajedno igrao nogomet, košarku, rukomet.